# Sant Corneli
|  | Per a altres significats, vegeu «Sant Corneli (desambiguació)». |

Sant Corneli és una muntanya i serra de 1.351,4 metres que es troba entre els municipis de la Conca de Dalt (antic terme d'Aramunt) i d'Isona i Conca Dellà (antic terme d'Orcau), al Pallars Jussà. Tot i que rep el nom de “muntanya”, és, de fet, una serra, que té continuïtat cap a llevant per la Costa Gran, en direcció a Abella de la Conca, i cap al nord-oest i nord per tot un seguit de serrats que davallen cap al poble d'Aramunt: Serrat de la Font de la O, Serra dels Corrals i Serrat Gros, entre d'altres.

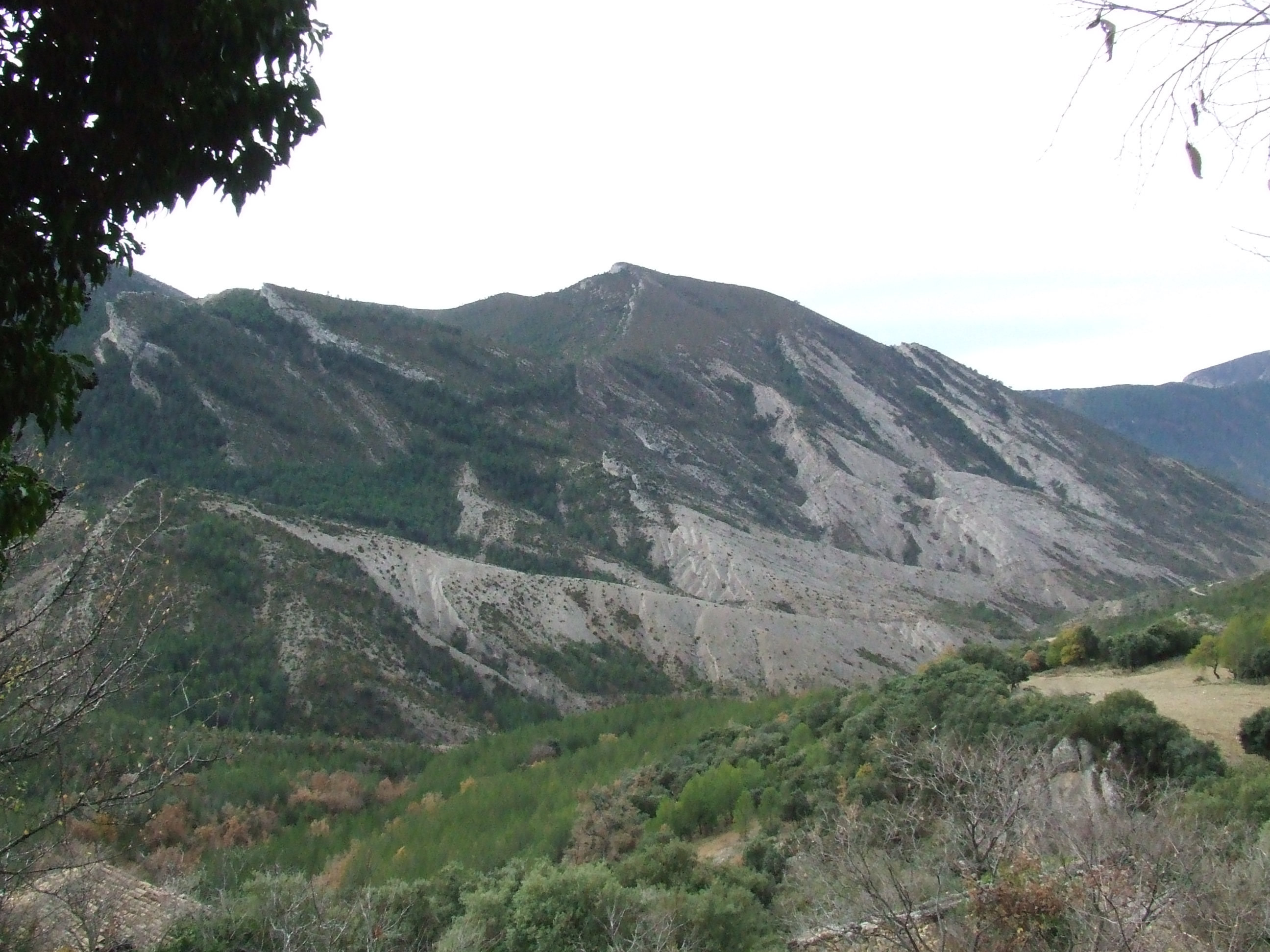
Sant Corneli des d'Herba-savina

Al cim hi ha un vèrtex geodèsic (referència 261088001) i l'Ermita de Sant Corneli, romànica. El 1940 s'hi bastí una gran creu d'obra que caigué al cap de poc temps a causa d'una forta ventada.
Aquest cim és inclòs a la llista dels 100 cims de la FEEC.
Domina tant la Conca Dellà com la Conca de Dalt i la de Tremp. Per això va ser el primer objectiu dels exèrcits franquistes, en entrar al Pallars Jussà el gener del 1938, i a partir del seu control, establiren la línia del front als seus peus.
Aquesta línia de front estigué estabilitzada durant tot el 1938, per la qual cosa la plana dels seus peus, la Conca Dellà, fou escenari de nombrosos combats, i fou víctima d'una gran destrucció a causa dels bombardeigs.
La major part de la muntanya està inclosa en la Partida de Sant Corneli.